# Cool (Jonas Brothers)
Cool è un singolo del gruppo musicale statunitense Jonas Brothers, pubblicato nel 2019 ed estratto dal loro quinto album in studio Happiness Begins.

## Video musicale
Il video musicale è stato diretto da Anthony Mandler.

## Tracce
1. Cool – 2:47